# Mount Lombard
Mount Lombard är ett berg i Antarktis. Det ligger i Västantarktis. Argentina, Chile och Storbritannien gör anspråk på området. Toppen på Mount Lombard är 510 meter över havet, eller 133 meter över den omgivande terrängen. Bredden vid basen är 1,6 km.
Terrängen runt Mount Lombard är kuperad österut, men västerut är den platt. Trakten är obefolkad. Det finns inga samhällen i närheten. 